# Machairophyllum
Machairophyllum é um género botânico pertencente à família Aizoaceae.

## Espécies
- Machairophyllum acuminatum
- Machairophyllum albidum
- Machairophyllum baxteri

1. ↑  «Machairophyllum — World Flora Online». www.worldfloraonline.org. Consultado em 19 de agosto de 2020